# Bonitinha, mas Ordinária (2013)
Bonitinha, mas Ordinária é um filme de drama brasileiro de 2013, dirigido e adaptado por Moacyr Góes e estrelado por João Miguel, Leandra Leal e Letícia Colin. Apesar de ter sido gravado entre 2007 e 2008, o filme só foi lançado nos cinemas brasileiros em 24 de abril de 2013, cinco anos depois.

## Elenco
- João Miguel como Edgar
- Leandra Leal como Ritinha
- Letícia Colin como Maria Cecilia Werneck
- Gracindo Júnior como Dr. Heitor Werneck
- Leon Góes como Peixoto
- Maria do Carmo Soares como Ivete
- Ângela Leal como Berta
- Lígia Cortez como Lígia
- Daniela Galli como Ana Isabel
- Augusto Garcia como Ian
- Iano Salomão como Léo
- Patrícia Elizardo como Nadir
- Alexandre Zacchia como Coveiro
- Paulo Giardini como Fontaninha
- Val Perré como Negro
- Lisa Fávero como Aurora
- Giselle Lima como Teresa
- Alcemar Vieira como Alfredinho
- Beatriz Bertu como Dinorá
- Daniel Villas como Alírio

## Produção
Em maio de 2006, foi informado que o produtor Diller Trindade tinha comprado os direitos da obra de Nelson Rodrigues. Filmagens iniciaram no final de 2007 e acabaram em abril de 2008. No projeto inicial, Bonitinha, mas Ordinária seria lançado em 2008 mas por problemas no decorrer da produção e por problemas legais, houve uma série de adiamentos.
Em dezembro de 2008 houve a publicação na internet das cenas de nudez de Letícia Colin no filme. As cenas foram obtidas a partir de uma exibição teste, realizada em uma universidade.

## Recepção
Bonitinha, mas Ordinária recebeu geralmente avaliações negativas dos críticos especializados, com uma média de 2,5 de 5 estrelas, dentre 7 críticas dos mais importantes veículos de imprensa brasileiros. O crítico Francisco Russo do site AdoroCinema concedeu 1 de 5 estrelas para o filme e escreveu que o filme é um equivoco quase por total. No geral as criticas negativas do filme foram mais a respeito da edição e do modo da adaptação.